# La Plazuela
La Plazuela är en ort i Mexiko.   Den ligger i kommunen San Antonio Huitepec och delstaten Oaxaca, i den sydöstra delen av landet, 300 km sydost om huvudstaden Mexico City. La Plazuela ligger 2 222 meter över havet och antalet invånare är 117.
Terrängen runt La Plazuela är huvudsakligen kuperad, men söderut är den bergig. Runt La Plazuela är det glesbefolkat, med 16 invånare per kvadratkilometer. Närmaste större samhälle är San Antonio Huitepec, 6,3 km sydväst om La Plazuela. I omgivningarna runt La Plazuela växer huvudsakligen savannskog.